# Simon Stock Palathara
Simon Stock Palathara (ur. 11 października 1935 w Chethipuzha, zm. 19 listopada 2022 w Dźagdalpurnie) – indyjski duchowny syromalabarski, w latach 1993–2013 biskup Jagdalpuru.

## Życiorys
Święcenia kapłańskie przyjął 1 grudnia 1964. 16 grudnia 1992 został prekonizowany biskupem Jagdalpuru. Sakrę biskupią otrzymał 19 marca 1993. 16 lipca 2013 przeszedł na emeryturę.